# Oleandra

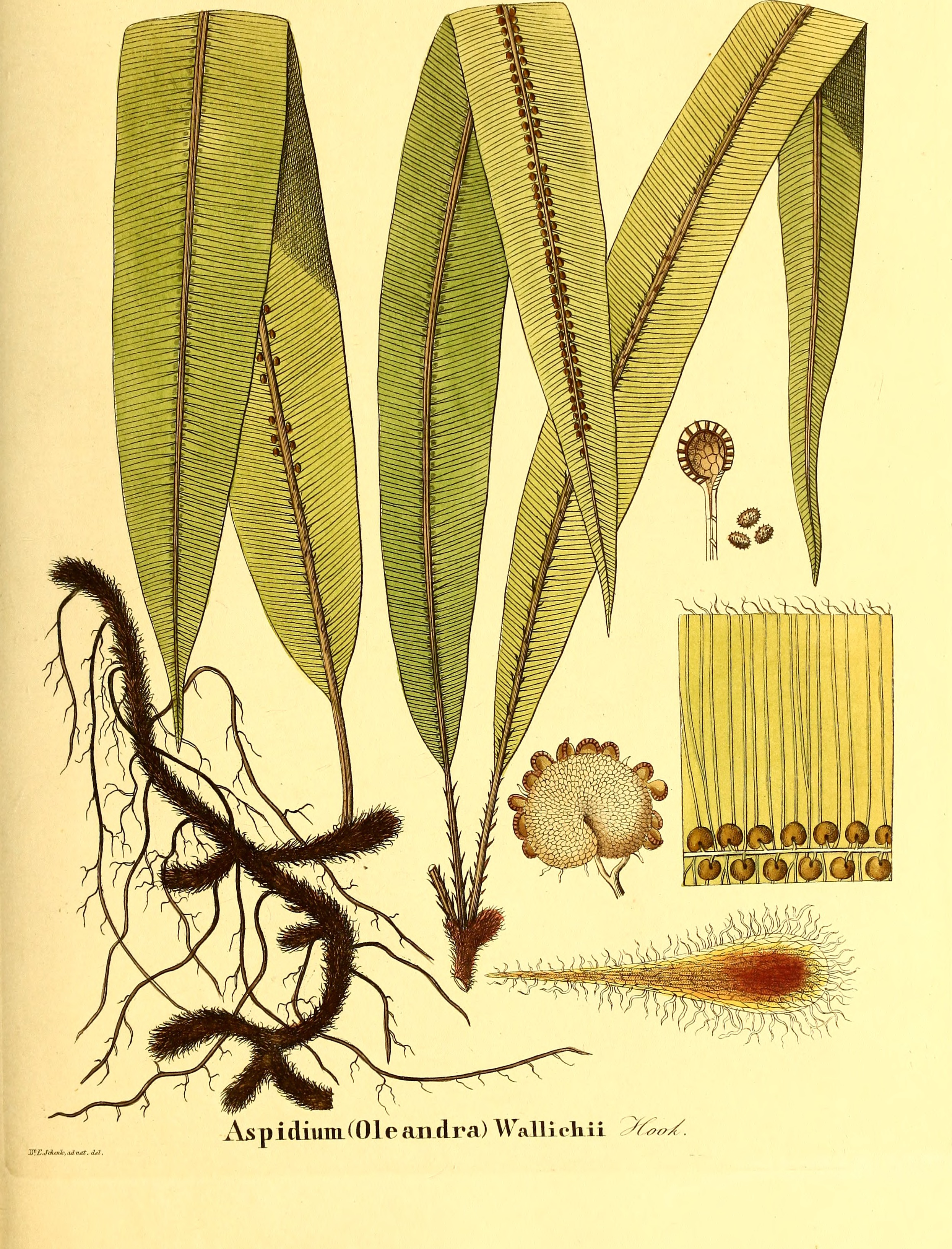
Oleandra wallichii na ilustraci z roku 1840

Oleandra je rod kapradin a jediný rod čeledi Oleandraceae. Jsou to kapradiny s plazivým nebo přímým stonkem a jednoduchými, celokrajnými, protáhlými listy. Rod zahrnuje asi 15 až 40 druhů a je rozšířen v tropech celého světa s nehojnými přesahy do subtropických oblastí. Některé druhy jsou využívány v domorodé medicíně.

## Popis
Kapradiny rodu Oleandra rostou na zemi, skalách nebo jako epifyty na stromech. Oddenek může být plazivý, šplhavý nebo přímý, někdy se vzpřímenými, keřovitými větvemi. Bývá pokrytý tmavě hnědými, tlustými a často dlouze brvitými šupinami.
Listy jsou jednoduché, řapíkaté až téměř přisedlé a vyrůstají na knoflíkovitých nebo až několik cm dlouhých fylopodiích, vyrůstajících oddáleně nebo shloučeně po všech stranách stonku, případně u plazivých druhů pouze na jeho horní straně. U některých druhů jsou listy nahloučené do pseudopřeslenů. Místo nasedání řapíku na fylopodium je často viditelně ztlustlé.
Čepele listů jsou podlouhle vejčité až úzce kopinaté, celistvé a celokrajné, bylinné, papírovité nebo kožovité, na okraji chrupavčité, na líci s plochým až vyhloubeným středním žebrem, na rubu pokryté vytrvalými nebo opadavými chlupy či neštítnatými šupinami. U dvou druhů jsou fertilní listy zaškrcované a výrazně odlišné od sterilních.
Řapíky jsou přinejmenším při konci žlábkaté a často i křídlaté vlivem sbíhavé čepele.
Žilnatina je tvořena hustými, souběžnými žilkami nasedajícími ve víceméně pravém úhlu na hlavní žebro listu. Žilky jsou vidličnatě větvené, někdy se i nepravidelně spojující, a končí ve ztlustlých hydatodách při okraji listu.
Výtrusné kupky jsou okrouhlé, jednotlivé při volných žilkách, často se slévající v nepravidelnou linii souběžnou s žebrem listu. Kupky jsou kryté hnědočervenou, ledvinitou až téměř okrouhlou ostěrou. Sporangia jsou dlouze stopkatá, promísená chlupy.
Spory jsou monoletní, eliptického tvaru, pokryté vystouplými křídlatými záhyby s hrubým až ježatým povrchem.

## Rozšíření
Počet druhů rozlišovaných v rámci rodu Oleandra se u různých autorů dosti liší a pohybuje se v rozpětí od 15 přes 25 až po 40 druhů.
Rod je rozšířen v tropech celého světa, v některých oblastech (Himálaj, jižní Afrika) zasahuje i do subtropických oblastí.
Areál v Asii sahá od Indického subkontinentu a jižní Číny přes jihovýchodní Asii po Tichomoří. Velký areál má zejména druh Oleandra musifolia, který je nepravidelně rozšířen od Indie po Čínu a jihovýchodní Asii a jako jediný zasahuje i do Austrálie. V kontinentální tropické Asii má rozsáhlý areál Oleandra wallichii.
V tropické Americe se rod vyskytuje v oblasti od jižního Mexika a Karibiku po Bolívii a jihovýchodní Brazílii. Rozsáhlý areál mají druhy Oleandra articulata a Oleandra pilosa.
V Africe je rod zastoupen méně, jen asi 3 druhy, z nichž větší areál má pouze druh Oleandra distenta, který se vyskytuje téměř v celé subsaharské Africe a zasahuje i na Madagaskar.
Kapradiny rodu Oleandra rostou nejčastěji v podrostu tropických lesů, kde mají často šplhavý vzrůst nebo rostou i jako epifyty na kmenech stromů. Druhy s keřovitým habitem vyhledávají otevřenější stanoviště, kde nezřídka tvoří rozsáhlé porosty. Některé druhy vystupují v tropických horách do dosti velkých nadmořských výšek.

## Původ názvu
Rodový název Oleandra je odvozen od podobnosti některých druhů keřovitého vzrůstu s oleandrem.

## Taxonomie
Sesterskou skupinou čeledi Oleandraceae je klad zahrnující čeledi Polypodiaceae a Davalliaceae. Mezi další příbuzné čeledi náleží Tectariaceae, Lomariopsidaceae, Nephrolepidaceae a Dryopteridaceae.
V minulosti byly do čeledi vřazovány i rody Arthropteris (asi 16 druhů v tropech Starého světa, dnes součást čeledi Tectariaceae) a Psammiosorus (1 druh, dnes součást rodu Arthropteris), v takovém pojetí však tato čeleď není monofyletická.
V systému kapraďorostů, který byl publikován v roce 2011 (M.J.M. Christenhusz et al.), jsou všechny uvedené čeledi včetně rodu Oleandra součástí velmi široce pojaté čeledi Polypodiaceae.

## Význam
Kapradiny rodu Oleandra se v kultuře téměř nepěstují, výjimečně se s nimi lze setkat ve sbírkách některých botanických zahrad.
Některé druhy mají víceméně okrajový význam v domorodé medicíně. Odvar z řapíků jihoamerického druhu Oleandra pilosa je používán jako emenagogum. Asijská Oleandra pistillaris je používána také proti střevním parazitům a na hadí uštknutí, oddenek asijské Oleandra wallichii jako tonikum a omlazovací prostředek, pasta z oddenku tohoto druhu se aplikuje na čelo při bolestech hlavy.